# 施呂瑟爾峰

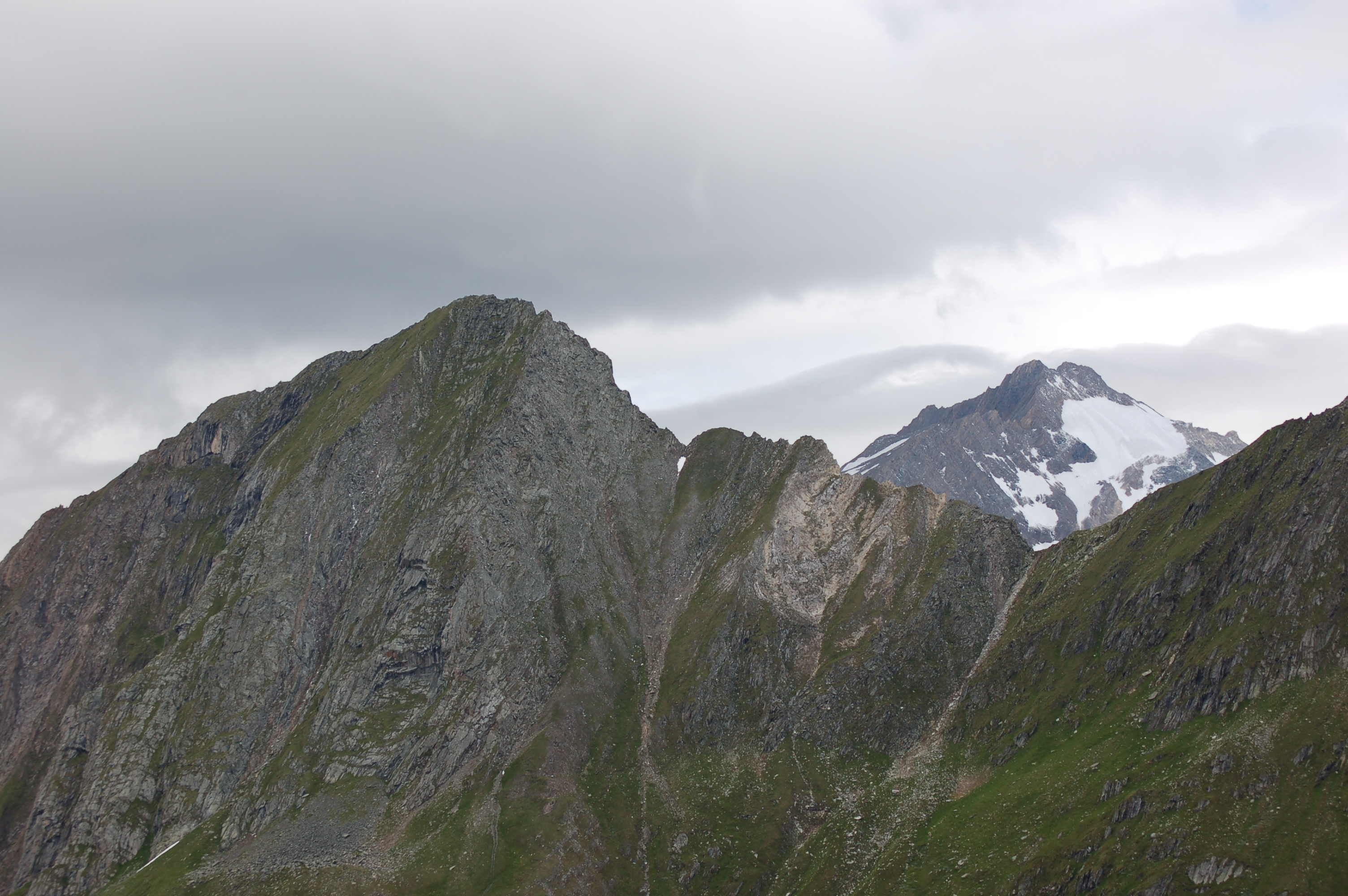

47°02′39″N 12°19′14″E / 47.044147°N 12.320466°E
施呂瑟爾峰（德語：Schlüsselspitze），是奧地利的山峰，位於該國西部，由蒂羅爾州負責管轄，屬於維內迪傑山脈的一部分，距離尼克拉斯科格爾山1.6公里，海拔高度2,778米。